# Life of the Party
Life of the Party (bra: Alma da Festa) é um filme de comédia norte-americano, produzido pela New Line Cinema em parceria com a On the Day Productions, sendo distribuído pela Warner Bros. Pictures. Com direção de Ben Falcone, seu roteiro foi desenvolvido pelo mesmo em companhia com Melissa McCarthy, atriz principal do longa-metragem. Com estreia em 11 de maio de 2018 em cinemas dos Estados Unidos, sua chegada em território brasileiro aconteceu em 30 de agosto. Além de conter McCarthy em seu elenco principal, o filme conta com Gillian Jacobs, Maya Rudolph, Julie Bowen e Matt Walsh atuando como coadjuvantes.

## Elenco
Lista do elenco disponibilizada através do Internet Movie Database.
- Melissa McCarthy como Deanna "Dee Rock" Miles
- Molly Gordon como Maddie Miles
- Gillian Jacobs como Helen
- Jessie Ennis como Debbie
- Adria Arjona como Amanda
- Maya Rudolph como Christine Davenport
- Matt Walsh como Daniel "Dan" Miles
- Julie Bowen como Marcie Strong
- Debby Ryan como Jennifer
- Stephen Root como Michael "Mike" Cook
- Jacki Weaver como Sandy Cook
- Luke Benward como Jack Strong
- Heidi Gardner como Leonor
- Jimmy O. Yang como Tyler
- Chris Parnell como Wayne Truzack
- Nat Faxon como Lance
- Ben Falcone como Dale
- Christina Aguilera como ela mesma

## Produção
Life of the Party foi anunciado em abril de 2016, expondo que Melissa McCarthy seria uma das atrizes presentes num projeto dirigido por Ben Falcone. Em julho de 2016, Gillian Jacobs  entrou para o elenco para interpretar Helen, uma das companheiras de irmandade de McCarthy, enquanto Molly Gordon foi escolhida para o papel de Maddie, filha de McCarthy. No mês seguinte, Jacki Weaver e Maya Rudolph foram anunciadas no papel de Sandy e Christine, respectivamente, enquanto Julie Bowen interpretaria a rival de McCarthy no longa-metragem, Marcie. Para a sua gravação, o filme foi ambientado nos arredores da linha de metrô de Atlanta.

## Lançamento
Life of the Party foi lançado em 11 de maio de 2018. O primeiro trailer oficial do filme foi lançado em 5 de fevereiro de 2018.

## Recepção

### Crítica
No agregador de críticas do Rotten Tomatoes, a produção possuí uma aprovação de 38% baseada em 149 opiniões, com uma média de aprovação de 5/10. O consenso enfatiza que "o bom humor e a abundância de talentos na tela não são suficientes para compensar a direção confusa e um roteiro que erra com mais frequência do mais do que parece". No Metacritic, após ser avaliado por 32 profissionais, conseguiu a nota 46 de 100, indicando "opiniões mistas". Através do CinemaScore, recebeu a nota "B", de uma escala que entre "A+" e "F". Em sua avaliação, o New York Post considerou que o filme "mostra o seu melhor quando destaca a aptidão de McCarthy para a comédia física". Por outro lado, Peter Travers da revista Rolling Stone comparou os erros presente no filme com outros estrelados anteriormente por McCarthy, como Tammy e The Boss. Em um artigo para a Slant Magazine, Eric Henderson opinou que "as novidades cômicas de McCarthy levam Life of the Party apenas até um meio termo, mas logo se torna aparente que [o longa-metragem] é um veículo sem motor". No Framboesa de Ouro de 2019, McCarthy venceu como Pior Atriz por seu desempenho no projeto.

### Bilheteria
Life of the Party arrecadou mais de 65 milhões de dólares em bilheteria em todo mundo, sendo 53 milhões em cinemas dos Estados Unidos e Canadá.
Nos Estados Unidos e Canadá, o filme foi divulgado nas salas de cinema em 11 de maio de 2018 e foi projetado para arrecadar cerca de 18–21 milhões de dólares em exibição durante o final de semana em mais de 3 mil salas. Em seu primeiro dia, atraiu uma bilheteria de 4.9 milhões, uma queda de 985 mil em comparação com The Boss, o último filme do gênero divulgado por Melissa McCarthy. Em seu primeiro final de semana, foram feitos 17.8 milhões e fechou como o segundo longa-metragem mais assistido, atrás apenas de Avengers: Infinity War. Em seu segundo final de semana, teve uma queda de 57% e fechou com 7.7 milhões arrecadados.